# Habanero Orange
L'habanero orange è una cultivar di peperoncino della specie Capsicum chinense originaria del Messico, della penisola dello Yucatán e delle isole Caraibi.

## Caratteristiche
La pianta di habanero orange ha un'altezza variabile tra i sessanta e i novanta centimetri. L'altezza della pianta è determinata dal clima. Nelle aree caraibiche ci sono varietà perenni che raggiungono anche i 2,5 m Le foglie, di colore verde non troppo intenso, hanno forma ovata e raggiungono 15 cm di lunghezza e 4 cm di larghezza.
I frutti, pendenti, maturano passando dal verde all'arancio e hanno un'altezza di circa quattro centimetri e un diametro di circa tre centimetri. Essi sono rugosi, caratteristica che li contraddistingue. La maturazione avviene in tarda stagione. L'habanero Orange ha una forma a lanterna, quadrangolare. La campanula pendente spesso termina con una punta allungata e appuntita, alle volte lievemente ricurva.

## Piccantezza
È tra le cultivar più piccanti al mondo. Molti sostengono che sia più piccante dell'Habanero Red Savina, il peperoncino che detenne il Guinness dei primati fino al 2007.
Il livello di piccantezza varia tra valori compresi tra i 200.000 e 350.000 nella scala di Scoville.